# Borom Sarret
Pour plus de détails, voir Fiche technique et Distribution.
Borom Sarret (ou Le Charretier) est un court métrage sénégalais en noir et blanc réalisé par Ousmane Sembène, sorti en 1963.
Premier film du réalisateur sénégalais, ce court métrage, qui met en scène une tranche de vie d'un charretier ordinaire dans les rues de Dakar, est l'un des premiers exemples d'un cinéma militant dénonçant la société africaine. Réalisé avec très peu de moyens et des acteurs non professionnels, il fait désormais figure de classique du cinéma d'Afrique noire.

## Synopsis
Le film raconte l'histoire d'un conducteur de charrette qui tente de gagner sa vie à Dakar au Sénégal. Il s'attend à être payé pour ses services, mais ne le précise pas à l'avance, de sorte que les gens tirent souvent avantage de lui sans le payer.

## Fiche technique
- Titre original : Borom Sarret
- Réalisation : Ousmane Sembène
- Scénario : Ousmane Sembène
- Directeur de la photographie : Christian Lacoste
- Assistant opérateur : Ibrahima Barro
- Montage : André Gaudier
- Producteur : Ousmane Sembène
- Pays d'origine :  Sénégal
- Langue : français
- Genre : drame
- Durée : 20 minutes
- Dates de sortie :
  - France : décembre 1963 (Journées internationales du court métrage de Tours)

## Distribution
- Ly Abdoulaye : le charretier
- Albourah : le cheval

## Récompenses et distinctions
- Prix de la première œuvre au Festival international du court-métrage de Tours[1]

### Document sonore
- Odile Goerg, Dakar (autour du film 'Borom Sarret' de Ousmane Sembene), conférence enregistrée au Salon de lecture Jacques Kerchache le 28 juin 2008, Musée du quai Branly, Paris, 2008, 42 min 45 s (CD data)